# Anna Vinnitskaja
Anna Vinnitskaja (Russisch: Анна Винницкая) (Novorossiejsk, 4 augustus 1983) is een Russische pianiste die in 2007 de eerste prijs behaalde in de Koningin Elisabethwedstrijd voor piano.

## Biografie
Anna Vinnitskaja groeide op in een muzikale familie in de voormalige Sovjetrepubliek Rusland. Haar grootvader was een gerenommeerd dirigent en haar beide ouders waren pianisten. Zij wilden van Vinnitskaya een goede pianiste maken, waardoor ze reeds op jonge leeftijd achter het klavier zat. Ze ging niet naar een basisschool, maar kreeg thuis onderricht van haar ouders, om zo een maximaal aantal uren per dag piano te kunnen spelen. Ze was zo goed, dat ze reeds op een leeftijd van 9 jaar concerten speelde en op vanaf haar 10de trad ze regelmatig in het buitenland op.
In 1995 verhuisde ze naar Rostov aan de Don, een miljoenenstad gelegen aan de Zee van Azov. Daar kreeg ze het vervolg van haar opleiding aan het Staatsconservatorium Sergej Vasiljevitsj Rachmaninov van Rostov aan de Don (Russisch: Ростовская государственная консерватория им. С. В. Рахманинова), een bekende kunsthumaniora. Haar ouders stopten alle energie in de opleiding van Vinnitskaja en ze doorkruisten geheel Rusland voor allerhande optredens. In Moskou won ze in 1997 met overtuiging de internationale Joenosjenki-wedstrijd voor de jeugd. Ze was toen 13 jaar.
Toen Vinnitskaja 17 jaar werd, droomde ze ervan om in Moskou te gaan studeren, maar ze bleef tot haar 18de in Rostov. Op haar achttiende, in 2001 studeerde aan het Staatsconservatorium Sergej Vasiljevitsj Rachmaninov van Rostov aan de Don. Ze vertrok echter naar Duitsland waar ze verder studeerde aan de Hochschule für Musik und Theater Hamburg. Ze werd hierin bijgestaan door onder andere Sergej Ossipenko, R. Nattkemper en E. Koroliov. Voor haar begon toen pas het succes. Overal ter wereld kreeg ze lof voor haar talentvolle prestaties.
In 2007 werd ze geselecteerd voor deelname aan de Koningin Elisabethwedstrijd voor piano in Brussel. Ze won deze wedstrijd en werd op slag wereldberoemd. Nu speelt Vinnitskaja concerten over de hele wereld.

## Onderscheidingen en prijzen
- Ze nam reeds deel aan The International Ferruccio Busoni Piano Competition 2005 in Bolzano en behaalde een vierde prijs en eerder nog aan het Concours International de Piano (2002) in Jaén, goed voor een eerste prijs.
- Op 3 juni 2007 behaalde ze de 1ste Prijs; Grote Internationale Prijs Koningin Elisabeth, Prijs van Koningin Fabiola, 2007 in de Koningin Elisabethwedstrijd van België voor haar uitvoeringen van de Sonate n.13 in Es op. 27/1 “Quasi una fantasia” van Ludwig van Beethoven, het opgelegde werk "La Luna y la Muerte" van de componist Miguel Gálvez-Taroncher en het Concerto n.2 in g op. 16 van Sergej Prokofjev.